# Otto Niese
Otto Niese (* 27. Januar 1878 in Berlin; † 5. Oktober 1960 in Zell (Mosel)) war ein deutscher Verwaltungsjurist und preußischer Landrat im Landkreis Schweinitz sowie vertretungsweise Landrat im Landkreis Cochem und im Landkreis Zell (Mosel).

## Leben
Otto Niese war der Sohn des gleichnamigen Oberstadtsekretärs Otto Niese und dessen Ehefrau Johanna Niese geb. Croll. Nachdem er das Friedrich-Wilhelms-Gymnasium in Berlin besucht und erfolgreich seine Reifeprüfung im Jahre 1896 abgelegt hatte, begann er an der Friedrich-Wilhelms-Universität zu Berlin die Fächer Recht und Staatswissenschaften zu studieren. Seine erste juristische Prüfung legte Niese am 9. Juni 1899 ab und war seit dem 17. Juni 1899 erstmals beim Amtsgericht in Köpenick beschäftigt. Zur Erlangung der Doktorwürde legte er am 31. Juli 1899 sein Rigorosum mit der Promotionsschrift Die Leibzucht nach den älteren sächsischen Rechtsquellen an der Königlichen Universität in Greifswald ab. Später arbeitete er als Magistratsassessor bei der Stadtverwaltung Berlin sowie in verschiedenen Dezernaten der Stadt. Seit dem 25. Oktober 1907 war Niese mit Pauline geb. Dahms verheiratet. Nach Ende des I. Weltkriegs wurde er zum Oberintendanturrat berufen und war in dieser Funktion vornehmlich mit der bevorstehenden Eingemeindung der Berliner Vororte – unter dem besonderen Aspekt der Einhaltung ein möglichst hohen Selbstständigkeit – beschäftigt.
1920 ernannte man ihn zum Landrat, woraufhin er in den Landkreis Schweinitz wechselte, wo er im Jahre 1935 als „Konservativer“ angeblich u. a. aufgrund „finanzieller Verfehlungen“ vom Nationalsozialisten Hans-Herbert Dengler abgelöst wurde. Später wechselte Niese, inzwischen zum Oberregierungsrat ernannt, in die Bezirksregierung Koblenz und von dort weiter in die Landkreise Cochem und Zell, um dort vertretungsweise die Funktion als Landrat wahrzunehmen.

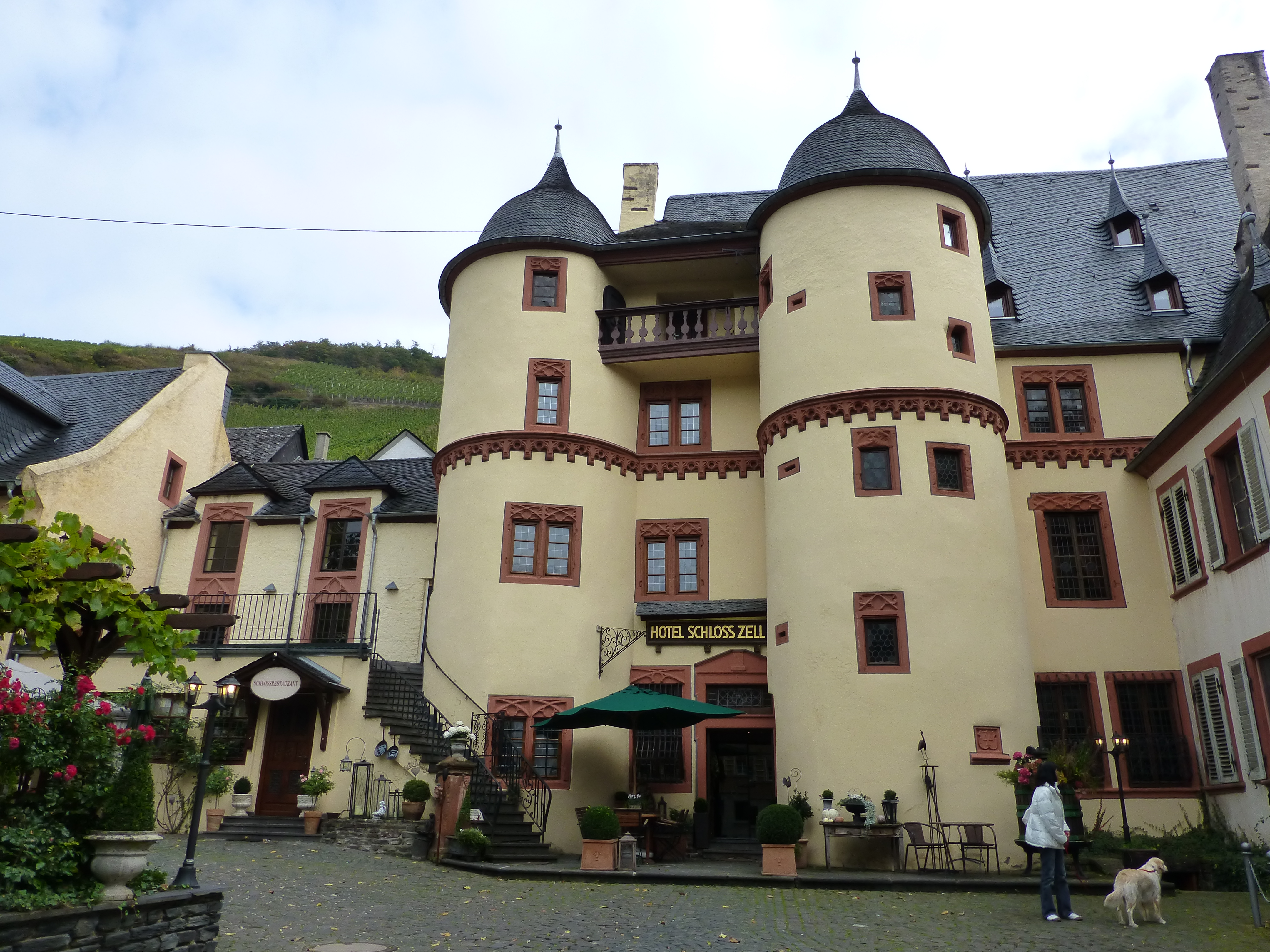
Zell (Mosel) – Schloss Zell

Im Landkreis Cochem amtierte er vom 20. Mai 1942 bis zum 30. Juni 1943 und im Landkreis Zell, gleichzeitig beginnend mit dem 20. Mai 1942, hier allerdings bis zum 17. Juli 1943. Nach dem Ende seines Berufslebens blieb Niese an seinem letzten Wohnort, wo er im alten Zeller Schloss lebte. Zuletzt war er Mitglied der Zeller „Gesellschaft Erholung“. Beerdigt wurde er in Zell.